# Filip 4. af Frankrig
 Der er flere personer med dette navn, se Filip den Smukke.
Filip 4. (fransk: Philippe IV), kaldet Filip den Smukke (fransk: Philippe le Bel), (1268 – 29. november 1314 i Fontainebleau, Frankrig) var konge af Frankrig fra 1285 til 1314.
Han var søn af Filip 3., og i hans regeringstid skete mange vigtige begivenheder i Frankrig. Hans ægteskab med Johanne 1. af Navarra bragte landskabet Champagne ind under den franske krone.
Efter en kortvarig krig med England kastede Filip sig over Flandern, som han på trods af et forsmædeligt nederlag i 1302 da han sendte en hær på 8.000 mand under ledelse af Grev Robert 2. af Artois mod den Flamske by Kortrijk. Slaget er kendt som Guldsporeslaget og sejren i slaget lagde grundstenen til den Flamske nationalisme som herskede efterfølgende, da Frankrig endte med senere at vinde krigen selvom man havde tabt slaget.
Kongemagtens position blev ændret under Filip 4. Han benyttede sig af rådgivere, der ikke kom fra højadelen, men fra borgerskabet og derfor var helt afhængige af ham. Der begyndte at tegne sig et mønster, som langt senere skulle blive til enevælde.
Hermed havde Filip også lagt op til konflikt med kirken, hvis institution han ville have lagt ind under sig på bekostning af pavestolen. Han kom i åben konflikt med pave Bonifatius 8., der svarede igen med bullen Unam Sanctam. Efter Bonifatius' død flyttede den nye pave Benedikt 11. til Avignon, hvad der naturligvis var ensbetydende med en stærk fransk indflydelse på paveembedet.
I 1306 smed Filip alle jøder ud af Frankrig og konfiskerede deres ejendom.
Året efter i 1307 indledte han en forfølgelse af tempelridderne, sandsynligvis fristet af ordenens store rigdomme. Kongen udnyttede rygter om hemmelige udskejelser blandt tempelherrerne, og den medgørlige pave i Avignon gav i 1312 sit samtykke til ordenens opløsning. Kongen lod i 1314 to af lederne lide båldøden. Johanniterordenen overtog tempelherrernes godser, mens kongen inddrog al deres rørlige ejendom, et rigt bytte. Ironisk nok døde både Filip og pave Clemens 5. samme år.